# Osvaldo Sáez
Osvaldo Sáez (San Felipe, 10 de agosto de 1923  - 1959) foi um futebolista chileno. Ele competiu na Copa do Mundo FIFA de 1950, sediada no Brasil.